# 欧里巴伊
欧里巴伊（法語：Auribail，法語發音：[oʁibaj]）是法国上加龙省的一个市镇，属于米雷区。

## 地理
欧里巴伊（43°21'7"N, 1°22'56"E）面积8.94 平方千米，位于法国奧克西塔尼大區上加龙省，该省份为法国西南部内陆省份，西南端与西班牙接壤，自此顺时针与上比利牛斯省、热尔省、塔恩-加龙省、塔恩省、奥德省和阿列日省接壤。
与欧里巴伊接壤的市镇（或旧市镇、城区）包括：莱兹河畔博蒙、拉格拉斯迪约、米尔蒙、蒙托、莱兹河畔圣叙尔皮斯。

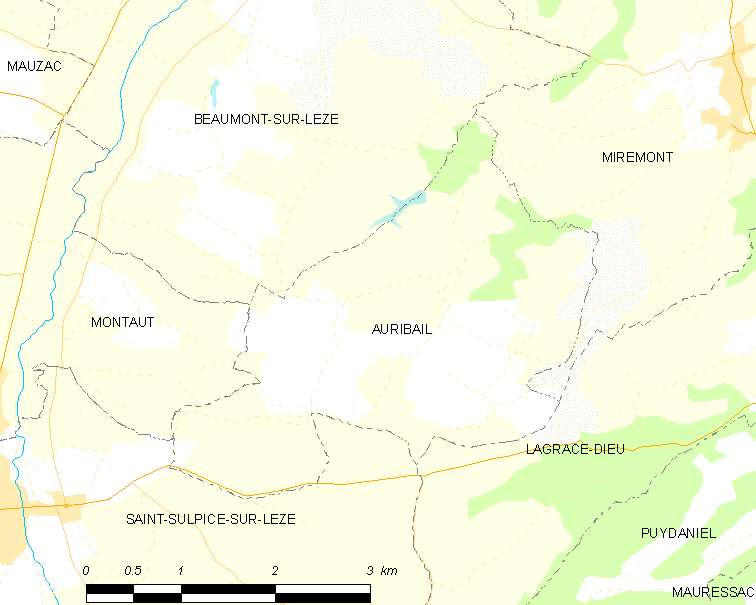
欧里巴伊的OSM定位图

欧里巴伊的时区为UTC+01:00、UTC+02:00（夏令时）。

## 行政
欧里巴伊的邮政编码为31190，INSEE市镇编码为31027。

## 政治
欧里巴伊所属的省级选区为欧特里沃县。

## 人口

1962-2008年间欧里巴伊人口变化图示

欧里巴伊于2022年1月1日时的人口数量为195人。